# Gotha WD.3
El Gotha WD.3 (Wasser Doppeldecker, Biplano Acuático) fue un hidroavión biplano propulsor de reconocimiento, construido como prototipo en Alemania en 1915.

## Desarrollo

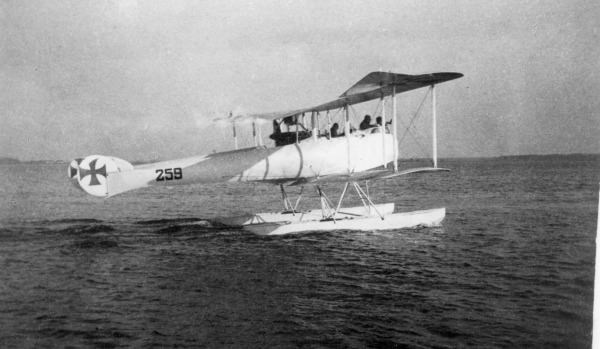
Gotha WD.3 en mar abierto.

Desde 1913, Gotha había estado construyendo una serie de hidroaviones de reconocimiento para la Marina Imperial alemana, basados en el Avro 503. Estaban ideados como exploradores desarmados, pero, al comenzar la Primera Guerra Mundial, se vio la necesidad de armar a este tipo de aviones. En los días previos al desarrollo del mecanismo sincronizador, la forma más efectiva de montar un arma con un arco de fuego frontal era prescindir de un fuselaje convencional, recolocar el motor en la parte trasera de una góndola que también soportaba la cabina, las armas y las alas, y soportar la cola sobre dos botalones estirados hacia atrás a cada lado de la instalación motora y de la hélice. Aunque Gotha había construido copias de los Caudron G.3, así como de los LD.3 y LD.4, el avión resultante tenía más en común con los contemporáneos AGO C.I y C.II, ya que se usaron botalones similarmente moldeados en lugar de una estructura de celosía, y además el Caudron usaba un motor tractor. Sin embargo, sólo se construyó un único prototipo, y los trabajos de Gotha se centraron en otras configuraciones.

## Especificaciones (WD.3)
Referencia datos: German Aircraft of the First World War

### Características generales
- Tripulación: Dos (piloto y observador)
- Envergadura: 15,6 m (51,2 ft)
- Superficie alar: 54 m² (581,3 ft²)
- Peso vacío: 1105 kg (2435,4 lb)
- Peso cargado: 1710 kg (3768,8 lb)
- Planta motriz: 1× motor lineal de 6 cilindros refrigerado por agua Mercedes D.III.
  - Potencia: 120 kW (165 HP; 163 CV)
- Hélices: Propulsora bipala de paso fijo

### Rendimiento
- Velocidad máxima operativa (Vno): 100 km/h (62 MPH; 54 kt)

### Armamento
- Ametralladoras: 

  - 1x Parabellum MG 14 de 7,92 mm (0.312 in) en el morro

## Aeronaves relacionadas

### Aeronaves similares
- AGO C.I

### Secuencias de designación
- Secuencia WD._ (interna de Gotha, anterior a 1918): WD.1 - WD.2 - WD.3 - WD.4 - WD.5 - WD.7 →